# Marvel's Midnight Suns
Marvel's Midnight Suns é um RPG tático desenvolvido pela Firaxis Games em colaboração com a Marvel Games. Ele apresenta vários personagens de quadrinhos de propriedade da Marvel Comics, como Midnight Sons, Vingadores, X-Men e Fugitivos. Os jogadores podem criar seu próprio super-herói chamado "The Hunter" com a escolha de mais de 40 poderes diferentes.
O jogo foi anunciado na Gamescom 2021 virtual em agosto, e foi lançado em 2 de dezembro de 2022 para Microsoft Windows, PlayStation 5 e Xbox Series X/S. Versões para PlayStation 4, Xbox One e Nintendo Switch serão lançadas posteriormente.

## Jogabilidade
Os jogadores assumirão o papel de "The Hunter", um super-herói personalizável criado para Midnight Suns pela Firaxis Games em colaboração com a Marvel. A lista jogável inclui Homem de Ferro, Capitão América, Wolverine, Homem-Aranha, Venom, Morbius, Feiticeira Escarlate, Doutor Estranho, Capitão Marvel, Blade, Motorista Fantasma (Robbie Reyes), Tempestade, Magia, Deadpool, Hulk e Nico Minoru. The Hunter pode ser masculino ou feminino e ter aparência personalizada. Os jogadores poderão escolher os superpoderes da Hunter entre mais de 30 habilidades diferentes. O jogo incluirá 13 heróis diferentes, incluindo The Hunter. O combate será baseado em turnos, semelhante à série XCOM da Firaxis Games. Entre as missões de combate, os jogadores estarão gerenciando sua base de operações atualizável chamada "The Abbey", que eles podem percorrer em uma visão de terceira pessoa para explorar o terreno e interagir com outros heróis. Os elementos de RPG, como a interação com outros personagens, influenciarão a jogabilidade e as habilidades desses heróis. No início de uma nova missão, os jogadores poderão escolher entre três heróis para levar para a batalha. Eles recebem um baralho de cartas de habilidade aleatórias às quais estão restritos durante a missão. Essas habilidades afetarão os inimigos, os próprios heróis do jogador ou o ambiente para derrotar os inimigos.

## Sinopse
O Doutor Faustus da HYDRA usa magia negra e ciência para despertar Lilith de seu sono eterno, acreditando que seu poder permitirá que a HYDRA conquiste o mundo. Nos seis meses seguintes, uma estrela conhecida como "Sol da meia-noite" começa a se aproximar da Terra e desestabiliza a magia, anunciando o retorno do mestre de Lilith, o ancião Deus Chthon.
Stephen Strange e Tony Stark tentam fazer com que Johnny Blaze entregue o Pergaminho do Poder, mas ele os recusa categoricamente. Alertados sobre a magia convergindo para o Sanctum Sanctorum, os dois retornam para ajudar Wanda Maximoff e logo se juntam a Carol Danvers assim que Lilith chega com um esquadrão HYDRA, apenas para ser distraído por Maximoff, permitindo que Strange afaste Lilith e crie um místico escudo. Percebendo que os Vingadores são derrotados por ela, Strange deixa Maximoff para manter o escudo e leva os outros para a Abadia para obter ajuda. Depois de conhecer os Midnight Suns (Nico Minoru, Magia, Blade e Robbie Reyes), Strange se encontra com Zeladora, a irmã distante de Lilith, e pede sua ajuda para ressuscitar a Hunter, filha e assassina de Lilith. Durante a ressurreição, o colar da Hunter emite magia negra, forçando Nico a completar o feitiço. Strange tenta entrar em contato com Maximoff para ajudar a restaurar as memórias da Hunter, mas a encontra em apuros. Hunter, Strange e Blade vão para o Sanctum, apenas para encontrar Eddie Brock sob o controle de Lilith e o Sanctum desenraizado no simbionte Venom; com o escudo rompido, Lilith sequestra Maximoff. Brock domina Hunter, embora logo seja distraído por Peter Parker, permitindo que os outros se retirem.

## Desenvolvimento
Rumores de que a Firaxis Games, o estúdio responsável pelas séries Civilization e XCOM de jogos de estratégia tática baseados em turnos, estava desenvolvendo um jogo baseado no Universo Marvel semelhante ao XCOM surgiram no início de junho de 2021 antes da E3 2021. Jason Schreier, da Bloomberg, confirmou que tal jogo estava em desenvolvimento, embora não tivesse certeza de quando foi planejado para o anúncio.
Midnight Suns foi anunciado durante a Gamescom 2021 em 25 de agosto. Foi dada uma data de lançamento agendada para março de 2022. Em janeiro de 2022, Michael Jai White anunciou que dará voz a Blade. Em junho de 2022, juntamente com a revelação do Homem-Aranha como um personagem jogável na lista, foi anunciado que Yuri Lowenthal daria a voz de Peter Parker no jogo, reprisando seu papel nos jogos Marvel's Spider-Man da Insomniac Games e Marvel. Ultimate Alliance 3: The Black Order (2019). Nico Minoru é dublado por Lyrica Okano, que reprisa seu papel na série de televisão Runaways, do Universo Cinematográfico da Marvel. De acordo com o engenheiro-chefe do jogo, Will Miller, o jogo tem cerca de "65.000 linhas de diálogo dublado" e "mais de duas horas de cinemática".
O jogo inclui uma homenagem a Luke Wiltshire, que morreu de complicações de longo prazo de neuroblastoma em novembro de 2021 aos 23 anos. Wiltshire havia sido informado anteriormente de que todas as opções de tratamento haviam acabado e foi transferida para cuidados de fim de vida. Como parte de seus últimos desejos, ele disse que queria jogar Midnight Suns. A instituição de caridade Solving Kids' Cancer fez um pedido no LinkedIn, que foi visto por executivos da 2K. 2K, Firaxis e Marvel trabalharam para criar uma versão jogável do primeiro ato do jogo em 24 horas e a levaram para Wiltshire para poder jogar antes de morrer.

## Marketing e lançamento
Em 1º de setembro de 2021, um primeiro trailer de jogo foi lançado apresentando o sistema de cartas usado em combate. Midnight Suns é dirigido por Jake Solomon. Em novembro de 2021, foi anunciado que o jogo havia sido adiado para o segundo semestre de 2022. O jogo foi reintroduzido durante o Summer Game Fest em junho de 2022 com novas imagens, confirmando adicionalmente a data de lançamento de 7 de outubro de 2022 para todas as plataformas, exceto Nintendo Switch, e revelando as adições de Venom, Hulk, Feiticeira Escarlate, Doutor Estranho e Homem-Aranha para o elenco de personagens. Em 8 de agosto de 2022, o jogo foi adiado para o ano seguinte, com as versões para PC, PlayStation 5 e Xbox Series X/S programadas para serem lançadas durante o próximo ano fiscal da Take-Two Interactive, terminando em 31 de março de 2023, enquanto o As versões Nintendo Switch, PlayStation 4 e Xbox One não foram datadas. Em 10 de setembro de 2022, foi anunciado que as versões do jogo para PC, PlayStation 5 e Xbox Series X/S seriam lançadas em 2 de dezembro de 2022.

## Recepção
De acordo com o Metacritic, Marvel's Midnight Suns recebeu "críticas geralmente favoráveis", com a versão para PC marcando atualmente 83 de 100.